# شيكو رويز
شيكو رويز (بالإنجليزية: Chico Ruiz)‏ هو لاعب كرة قاعدة أمريكي، ولد في 1 نوفمبر 1951 في سانتورس ‏ في الولايات المتحدة.

## وصلات خارجية
- شيكو رويز على موقعبيزبول رفرنس.كوم (الدوري الرئيسي) (الإنجليزية)
- شيكو رويز على موقعبيزبول رفرنس.كوم (الدوري الثانوي) (الإنجليزية)